# Ghukas Tjubarjan
Ghukas G. Tjubarjan (armeniska: Ղուկաս Չուբարյան, född 16 juni 1923 i Jerevan i Armenien, död 23 mars 2009 i Jerevan, var en armenisk skulptör.
Ghukas Tjubarjan var son till den armeniske professorn i juridik vid Jerevans statliga universitet Grigor Thuberjan och Martha Tjubarjan, som flyttade tillbaka till Armenien från Ryssland i början av 1920-talet. Han hade två syskon. Fadern arresterades och deporterades 1937 som "statens fiende". Han började tidigt lära sig skulptur vid 14 års ålder i Pionjärernas hus i Jerevan och utbildade sig på Statliga konstskolan Terlemezian från ungefär 1937 till 1942. Han gick därefter en grundkurs i arkitektur på Armeniens nationella tekniska universitet 1943–1944 samt studerade skulptur på Jerevans statliga konstakademi 1944–1950 för Ara Sargasian. Han hade sin första separatutställning 1943.
Ghukas Tjubarjan blev en framgångsrik skulptör under den sovjetiska perioden i Armenien efter Josef Stalins död 1953. Han skapade framträdande dekorativa ornament på regeringsbyggnaderna på 1950-talet och fem maskaroner i granit på fasaden på Jerevans operahus på 1980-talet. År 1968 blev han hyllad för sin staty i grå basalt över det armeniska alfabetets upphovsman Mesrop Mashtots framför det armeniska nationalarkivet Matenadaran.
Han skulpterade också Hovhannes Tumanyan-monumentet i dennes födelseort Dsegh och statyn över honom framför Hovhannes Tumanjanmuseet i Jerevan, samt statyerna över kompositören och dirigenten Alexander Spendiarjan på torget vid Jerevans operahus och framför Alexander Spendiaryans musikskola i Jerevan.
Ghukas Tjubarjan var lärare på Statliga konstskolan Terlemezian 1950–1955 och på Chatjatur Abovjan Armeniens statliga pedagogiska universitet 1958. Han var ledamot av Ryska konstakademien i Sankt Petersburg och av Ryska konstakademien i Moskva.
Han gifte sig 1958 med Silva Karagezyan och hade sonen Grigor (född 1959) och dottern Anush (född 1965).

## Offentliga verk i urval
- Staty över kompositören och dirigenten Aleksandr Spendiarjan (1871-1928), brons, 1952, utanför Jerevans operahus (tillsammans med Ara Sargsian)
- Statyerna Fabriksarbetaren, Lantarbetaren, Den intellektuelle och Soldaten, betong, 1955, i Stadshuset i Vanadzor
- Staty över poeten Jeghisje Tjarents, brons, 1956, i Jerevan
- Staty över poeten Hovhannes Hovhannisjan, basalt, 1959, i Echmiadzin
- Staty över Mesrop Masjtots, basalt, 1967 utanför Matenadaran i Jerevan
- Staty över Mchitar Gosj, 3,5 meter hög, basalt, 1967, vid Matenadaran i Jerevan
- Sol, himmel och vatten, betong, 1970, i Zjeleznovodsk i Ryssland
- Staty över poeten Hovhannes Tumanjan, brons, 1969, i Dsegh
- Monumentet  Vahagni, gjuten koppar, 1969, i Vahagni
- Byst över Aleksandr Spendiarjan, marmor, 1971, framför Aleksandr Spendiarjans musikskola, Chandzjiangatan i Jerevan
- Staty över revolutionären Stepan Zorjan, granit, 1977, i Jerevan
- Väggreliefen Vänskap i tunnelbanestation Barekamutiun i Jerevan, gips, 1981
- Staty över Vladimir Lenin, brons, 1984, i Sisian
- Skulpturhuvud av den armeniska författaren och prästen Mchitar Gosj, Zakiangatan i Jerevan

## Bildgalleri

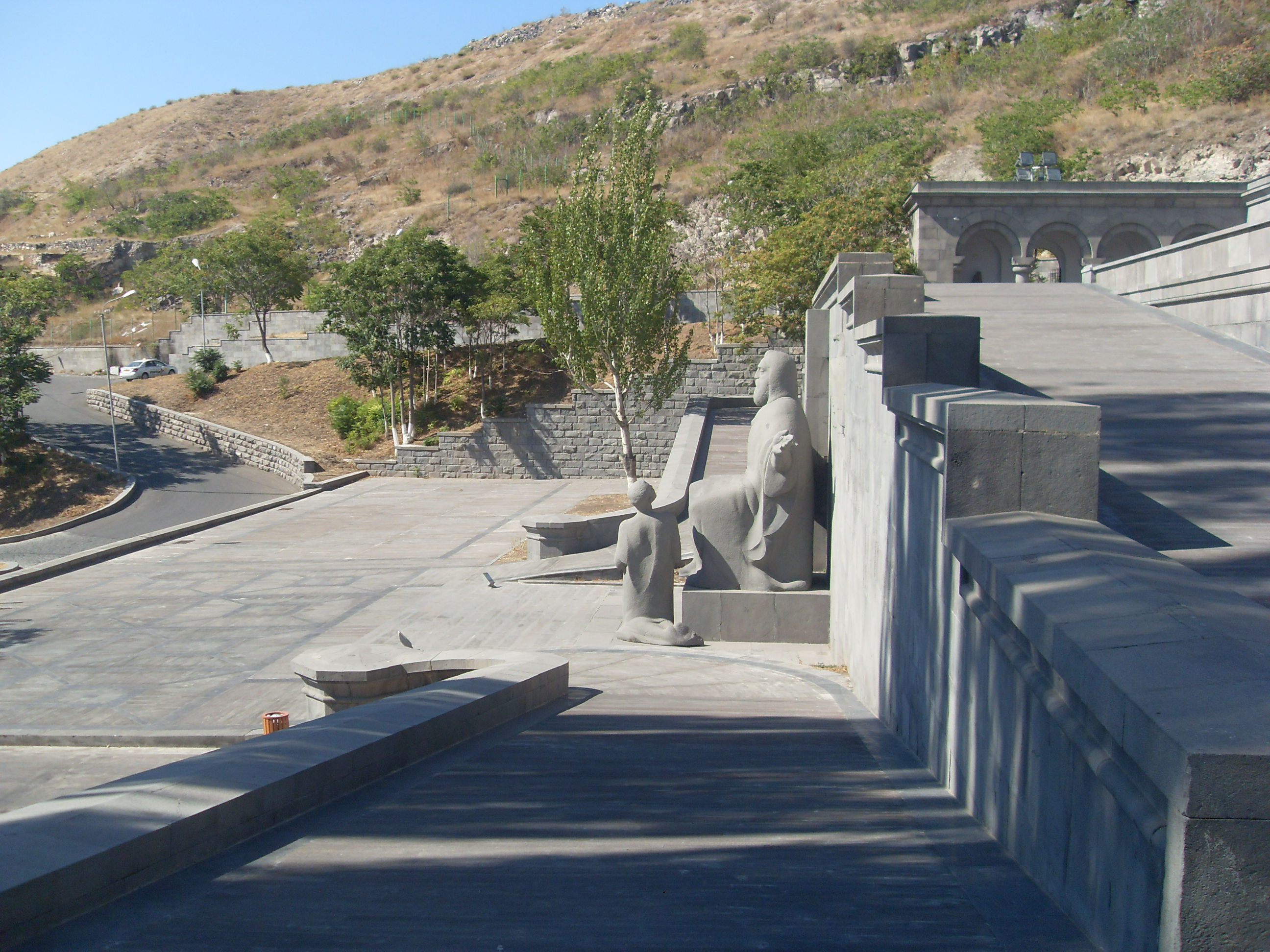
Staty över Mesrop Masjtots utanför Matenadaran
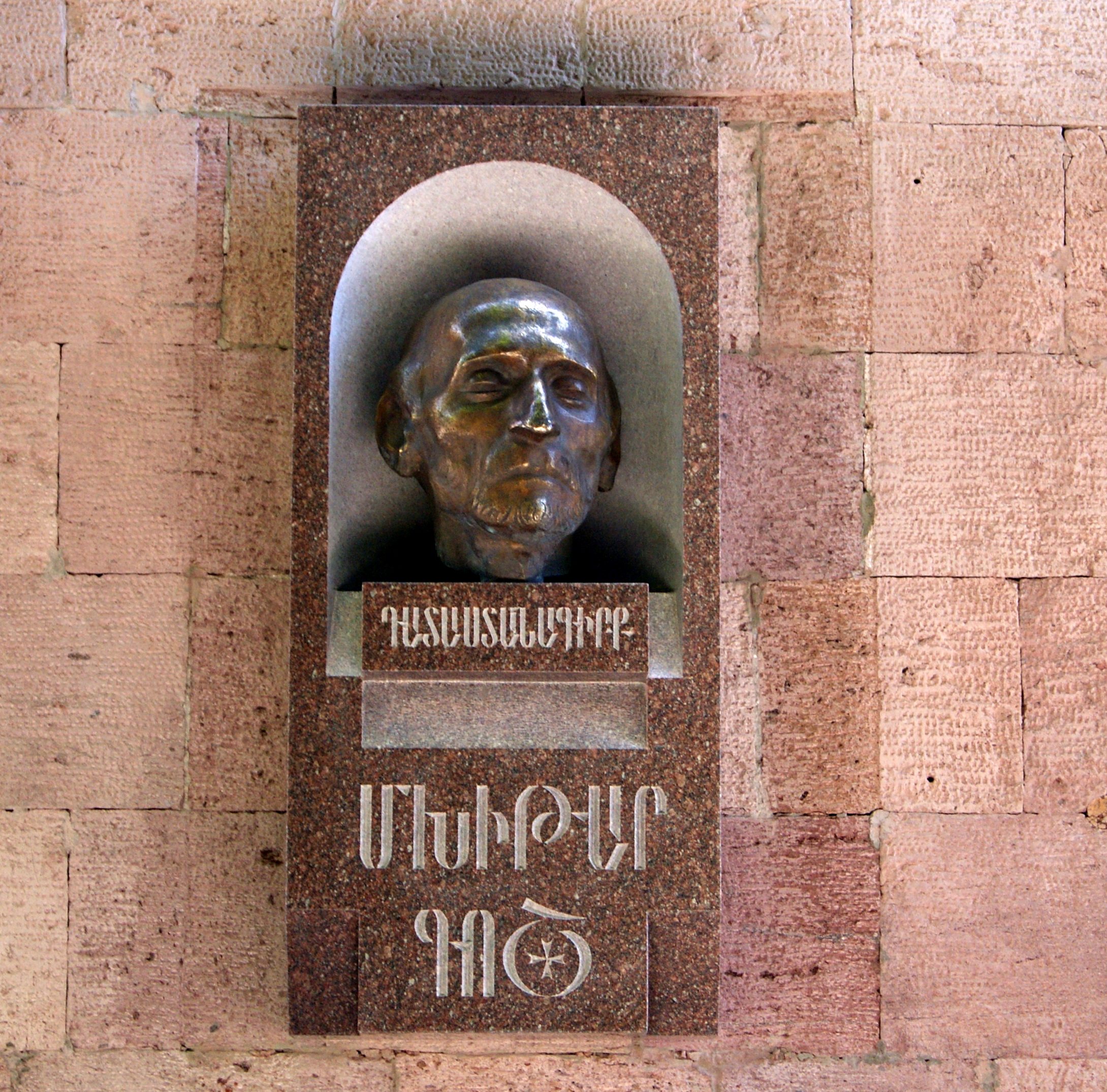
Skulpturhuvud av Mchitar Gosj, Zakjangatan i Jerevan
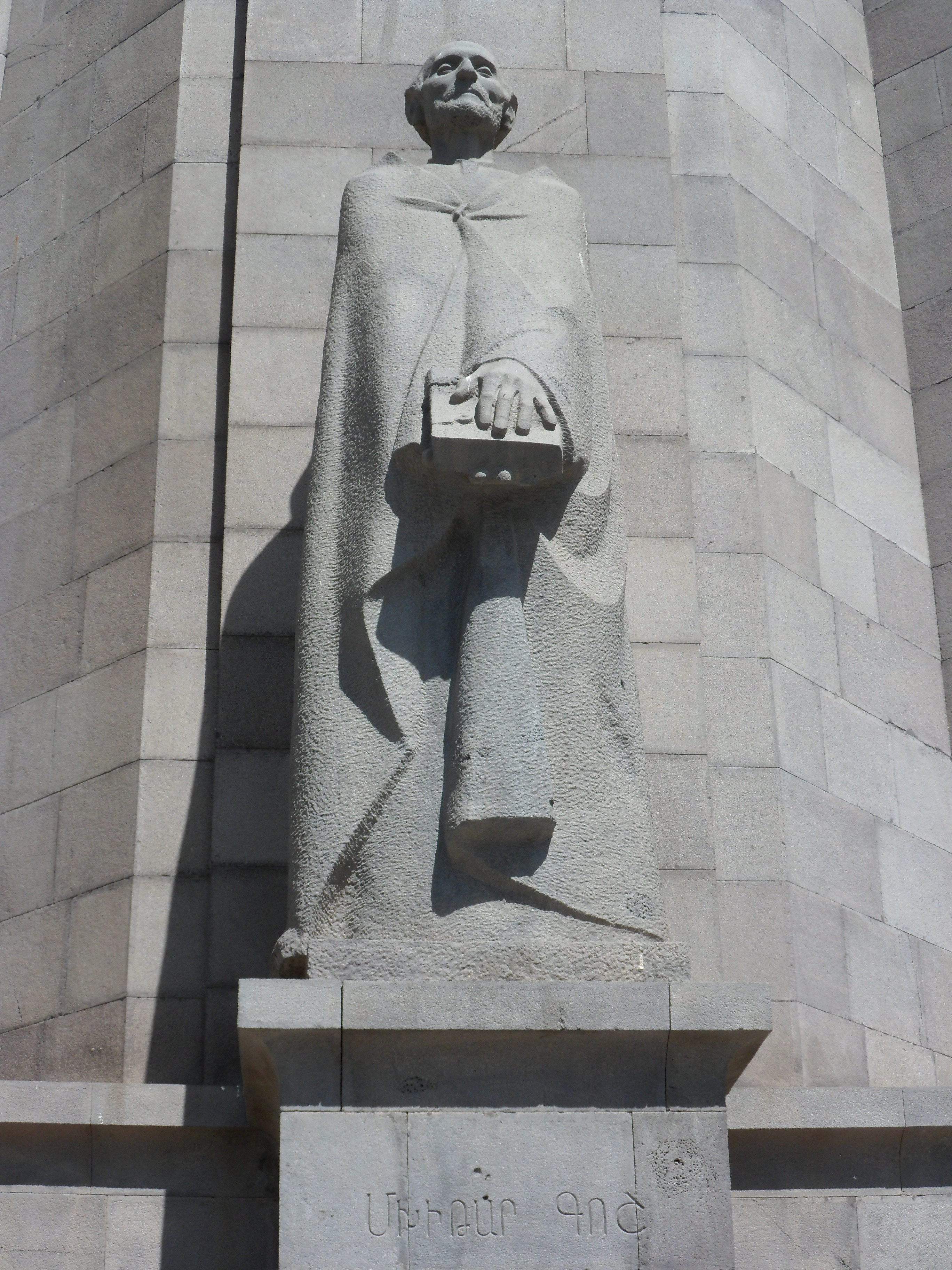
Staty över Mchitar Gosj vid Matenadaran
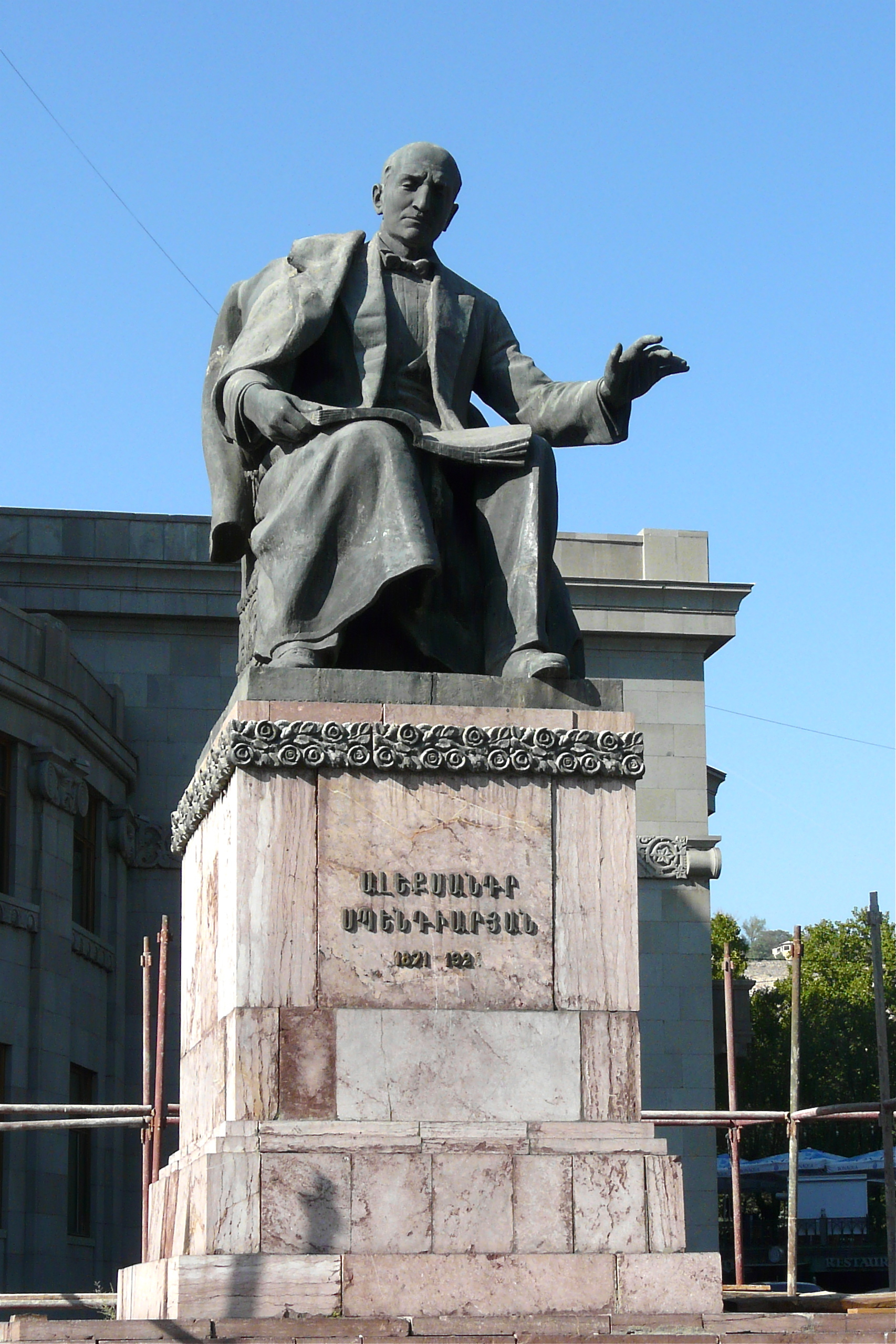
Staty över Aleksandr Spendiarjan utanför Jerevans operahus
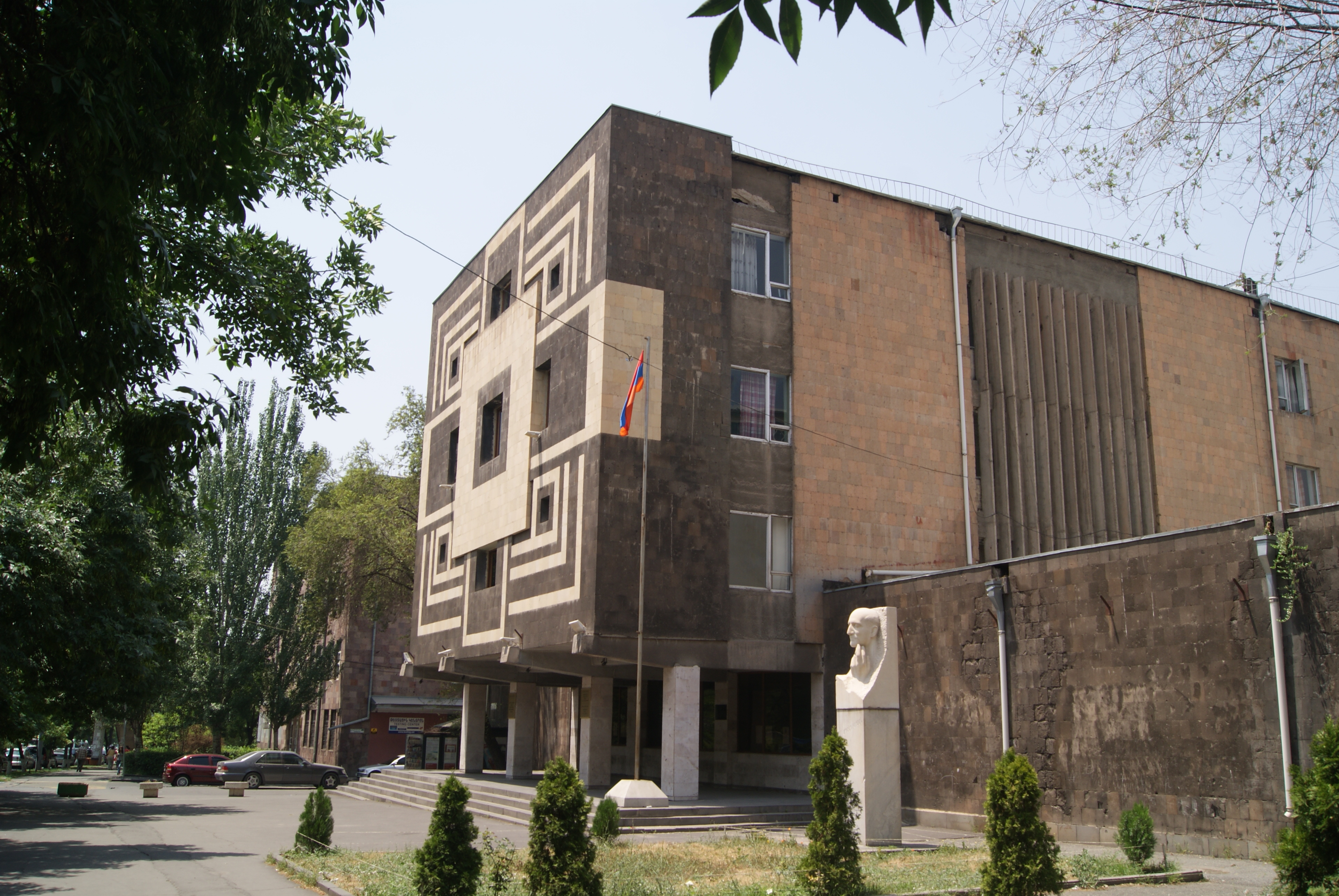
Byst över Aleksandr Spendiarjan framför Aleksandr Spendiarjans musikskola i Jerevan
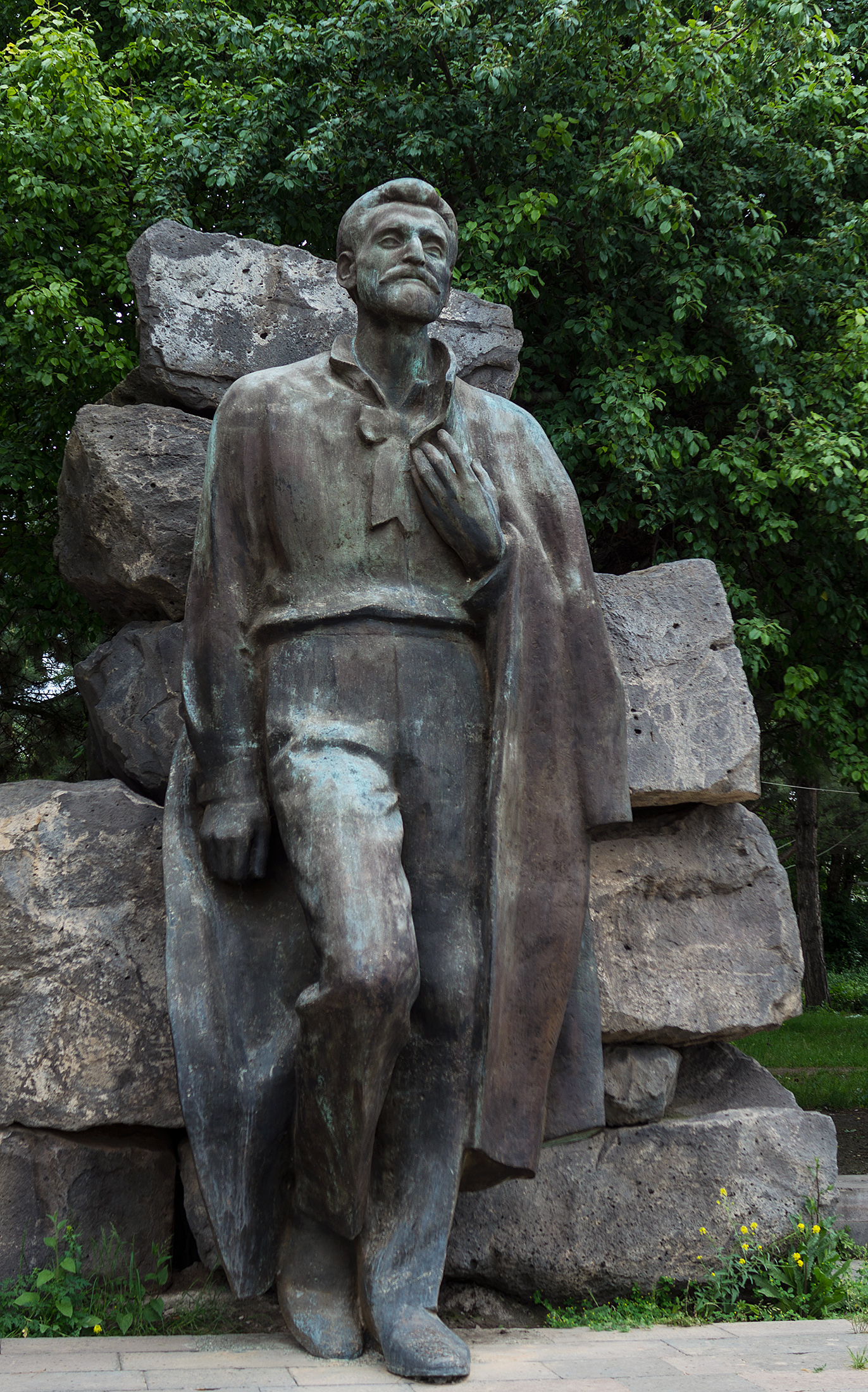
Staty över poeten Hovhannes Tumanjan i  Dsegh
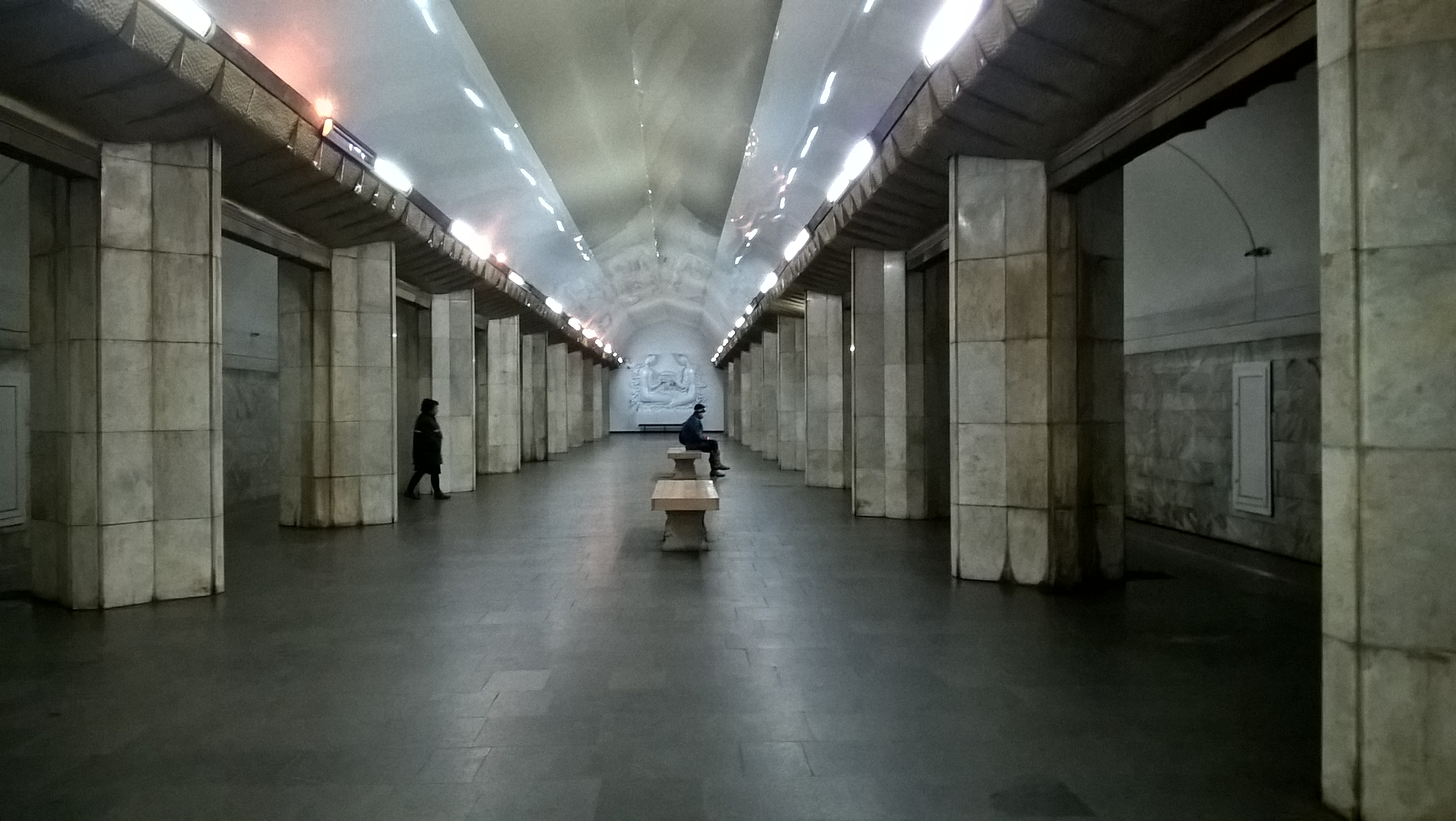
Tunnelbanestationen Barekamutiun